# Austin Kleba
Austin Kleba (ur. 27 lipca 1999 w Campton Hills) – amerykański łyżwiarz szybki, brązowy medalista mistrzostw świata.

## Kariera
Zdobył srebrny medal w mieszanym sprincie drużynowym na igrzyskach olimpijskich w Lillehammer w 2016.
Wystartował na mistrzostwach świata czterech kontynentów w Calgary w 2022, zdobywając złoto w biegu na 500 m i sprincie drużynowym oraz srebro w biegu na 1000 m. Zdobył również złoty medal w sprincie drużynowym na mistrzostwach świata czterech kontynentów w Hachinohe w 2025.
Na mistrzostwach świata na dystansach w Hamar w 2025 zdobył brązowy medal w sprincie drużynowym.
W 2022 wystąpił na igrzyskach olimpijskich w Pekinie, zajmując 27. miejsce w biegu na 500 m i 29. miejsce na 1000 m.